# Винокуров, Максим Ильич
Максим Ильич Винокуров (1913—1943) — старший лейтенант Рабоче-крестьянской Красной Армии, участник Великой Отечественной войны, Герой Советского Союза (1943).

## Биография
Максим Винокуров родился 1913 году в деревне Завалищи Павловского уезда Нижегородской губернии в крестьянской семье. Получил начальное образование, после чего работал в райпотребсоюзе. В 1935 году он был призван на службу в Рабоче-крестьянскую Красную Армию. В 1937 году он был демобилизован. В 1941 году он был вторично призван в армию, окончил курсы политруков. С 1942 года — на фронтах Великой Отечественной войны. Принимал участие в боях на Брянском, Центральном и Воронежском фронтах. К октябрю 1943 года гвардии старший лейтенант Максим Винокуров был заместителем командира батальона по политчасти 7-го гвардейского воздушно-десантного полка 2-й гвардейской воздушно-десантной дивизии 60-й армии Воронежского фронта. Отличился во время битвы за Днепр.
В ночь с 1 на 2 октября 1943 года Винокуров, заменив собой выбывшего из строя командира батальона, организовал переправу и принял активное участие в захвате плацдарма в районе села Медвин Чернобыльского района Киевской области Украинской ССР. Участвовал в отражении девяти вражеских контратак. 7 октября 1943 года Винокуров погиб в бою. Похоронен в братской могиле в городе Остёр Козелецкого района Киевской области.
Указом Президиума Верховного Совета СССР от 17 октября 1943 года за «мужество и героизм, проявленные при форсировании Днепра и удержании плацдарма на его правом берегу» гвардии старший лейтенант Максим Винокуров посмертно был удостоен высокого звания Героя Советского Союза. Также был награждён орденами Ленина и Красного Знамени. В честь Винокурова названы улицы в Остёре и Павлове.